# 国鉄タキ20700形貨車
国鉄タキ20700形貨車（こくてつタキ20700がたかしゃ）は、かつて日本国有鉄道（国鉄）及び1987年（昭和62年）4月の国鉄分割民営化後は日本貨物鉄道（JR貨物）に在籍した私有貨車（タンク車）である。

## 概要
本形式は、パークロールエチレン及びトリクロールエチレン専用の35t 積タンク車として1971年（昭和46年）3月3日から1974年（昭和49年）7月18日にかけて3両（コタキ20700 - コタキ20702）が、富士重工業、日本車輌製造にて製作された。
1987年（昭和62年）4月27日に2両（コタキ20703 - コタキ20704）が、タキ10700形より改造のうえ本形式に編入された。
記号番号表記は特殊標記符号「コ」（全長 12 m 以下）を前置し「コタキ」と標記する。
トリクロールエチレン及びパークロールエチレンを専用種別とする貨車は、本形式の他には例がなく唯一の存在であった。トリクロールエチレンのみを専用種別とする貨車には、タキ200形の1形式があった。
落成時の所有者は、関東電化工業、旭硝子、旭化成工業の3社であり、夫々の常備駅は群馬県の渋川駅、千葉県の浜五井駅、宮崎県の南延岡駅であった。
1987年（昭和62年）5月21日に1両（コタキ20702）が関西化成品輸送へ名義変更された。その後日本石油輸送を経て再度関西化成品輸送へ名義変更された。
1979年（昭和54年）10月より化成品分類番号「96」（有害性物質、毒性のあるもの）が標記された。
荷役方式は、タンク上部のマンホールからの上入れ、液出管と空気管使用による上出し方式である。
車体色は黒色、寸法関係は全長は11,100mm、全幅は2,420mm、全高は3,552mm、軸距は7,000mm、自重は13.8t、換算両数は積車5.0、空車1.4であり、台車はベッテンドルフ式のTR41又はTR41E-12、TR41DS-12である。
1987年（昭和62年）4月の国鉄分割民営化時には3両（コタキ20700 - コタキ20702）がJR貨物に継承された。1995年（平成7年）度末時点では3両全車が健在であったが、2007年（平成19年）10月に最後まで在籍した2両（コタキ20700 ,コタキ20701）が除籍され、形式消滅した。

### 年度別製造数
各年度による製造会社と両数は次のとおりである。（改造による編入車は改造会社。所有者は落成時の社名。）
- 昭和45年度 - 1両
  - 富士重工業 1両 関東電化工業（コタキ20700）
- 昭和48年度 - 1両
  - 富士重工業 1両 関東電化工業（コタキ20701）
- 昭和49年度 - 1両
  - 日本車輌製造 2両 旭硝子（コタキ20702）
- 昭和62年度 - 2両
  -  ? 2両 旭化成工業（コタキ20703 - コタキ20704） コタキ10719、コタキ10723（タキ10700形）よりの改造車